# تشادويك (ميزوري)
تشادويك (بالإنجليزية: Chadwick)‏ هي إحدى المجتمعات الفردية (غير مصنفة) في ولاية ميزوري في الولايات المتحدة الأمريكية.